# Rarécourt
Rarécourt est une commune française située dans le département de la Meuse, en région Grand Est.

## Géographie

### Localisation
Rarécourt est une commune de l'est de la Meuse d'une superficie de 15.32 km². Située à vol d'oiseau à 33.8 km au nord de Bar-le-Duc, préfecture du département, et à 21.3 km au sud-ouest de Verdun, sous-préfecture, elle est traversée par l'Aire et bordée à l'ouest par la forêt d'Argonne.
La commune appartient à la communauté de communes Argonne-Meuse et au canton de Clermont-en-Argonne.

### Communes limitrophes
| Clermont-en-Argonne | Clermont-en-Argonne | Clermont-en-Argonne |
| Clermont-en-Argonne | Rarécourt           | Ville-sur-Cousances |
| Beaulieu-en-Argonne | Froidos             | Froidos             |

### Hydrographie
La commune est dans la région hydrographique « la Seine du confluent de l'Oise (inclus) à l'embouchure » au sein du bassin Seine-Normandie. Elle est drainée par l'Aire, le ruisseau de Beauchamp, le Rupt, le cours d'eau 02 de la commune de Rarecourt, le Fossé 07 de la commune de Rarecourt, le Fossé du Cul du Chaudron, le Fossé 09 de la commune de Rarecourt, le Fossé 01 de la commune de Rarecourt, la Gorge du Diable, le ruisseau de Morepre, le ruisseau de Salvange, le Fossé des Goulettes, le cours d'eau 16 de la commune de Clermont-en-Argonne et divers autres petits cours d'eau,.
L'Aire, d'une longueur de 125 km, prend sa source dans la commune de Saint-Aubin-sur-Aire, à 324 m d'altitude, et se jette  dans l'Aisne, en rive droite à Senuc, à 104 m d'altitude, après avoir traversé 36 communes. 

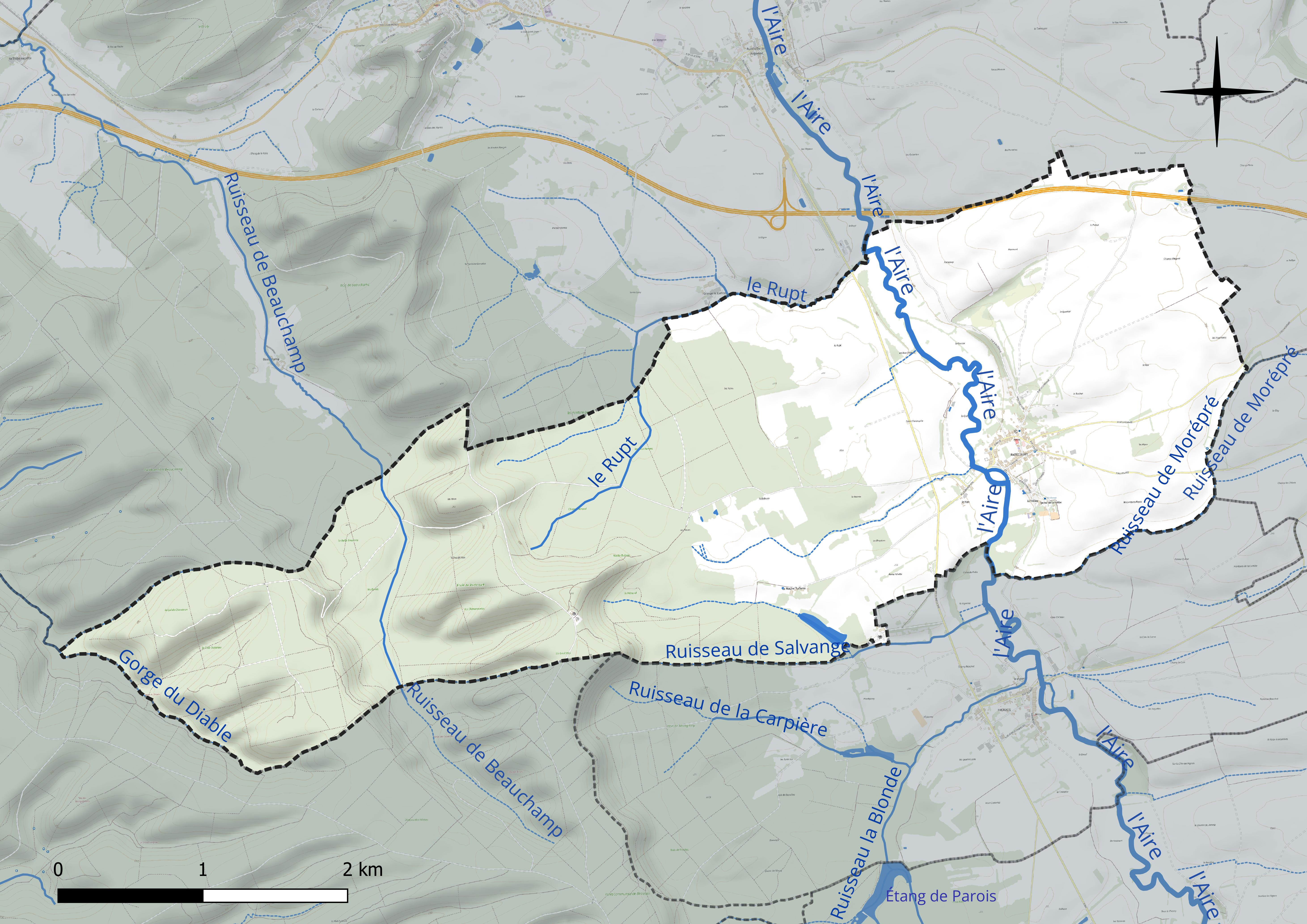
Réseau hydrographique de Rarécourt.

Le ruisseau de Beauchamp, d'une longueur de 11 km, prend sa source dans la commune de Beaulieu-en-Argonne et se jette  dans la Biesme à Sainte-Menehould, après avoir traversé quatre communes. 

### Climat
Pour des articles plus généraux, voir Climat du Grand Est et Climat de la Meuse.
En 2010, le climat de la commune est de type climat de montagne, selon une étude du Centre national de la recherche scientifique s'appuyant sur une série de données couvrant la période 1971-2000. En 2020, Météo-France publie une typologie des climats de la France métropolitaine dans laquelle la commune est exposée à un climat océanique altéré et est dans la région climatique  Lorraine, plateau de Langres, Morvan, caractérisée par un hiver rude (1,5 °C), des vents modérés et des brouillards fréquents en automne et hiver. 
Pour la période 1971-2000, la température annuelle moyenne est de 9,6 °C, avec une amplitude thermique annuelle de 16,1 °C. Le cumul annuel moyen de précipitations est de 985 mm, avec 14,1 jours de précipitations en janvier et 9,6 jours en juillet. Pour la période 1991-2020, la température moyenne annuelle observée sur la station météorologique de Météo-France la plus proche, « Aubréville_sapc », sur la commune d'Aubréville à 8 km à vol d'oiseau, est de 10,9 °C et le cumul annuel moyen de précipitations est de 854,3 mm. 
La température maximale relevée sur cette station est de 41,8 °C, atteinte le 25 juillet 2019 ; la température minimale est de −15,7 °C, atteinte le 20 décembre 2009,,. 
Les paramètres climatiques de la commune ont été estimés pour le milieu du siècle (2041-2070) selon différents scénarios d'émission de gaz à effet de serre à partir des nouvelles projections climatiques de référence DRIAS-2020. Ils sont consultables sur un site dédié publié par Météo-France en novembre 2022.

## Urbanisme

### Typologie
Au 1er janvier 2024, Rarécourt est catégorisée commune rurale à habitat dispersé, selon la nouvelle grille communale de densité à sept niveaux définie par l'Insee en 2022.
Elle est située hors unité urbaine et hors attraction des villes,.

### Occupation des sols
L'occupation des sols de la commune, telle qu'elle ressort de la base de données européenne d’occupation biophysique des sols Corine Land Cover (CLC), est marquée par l'importance des forêts et milieux semi-naturels (49,5 % en 2018), une proportion sensiblement équivalente à celle de 1990 (50 %). La répartition détaillée en 2018 est la suivante : 
forêts (49,5 %), terres arables (29,2 %), prairies (19,4 %), zones urbanisées (2 %). L'évolution de l’occupation des sols de la commune et de ses infrastructures peut être observée sur les différentes représentations cartographiques du territoire : la carte de Cassini (XVIIIe siècle), la carte d'état-major (1820-1866) et les cartes ou photos aériennes de l'IGN pour la période actuelle (1950 à aujourd'hui).

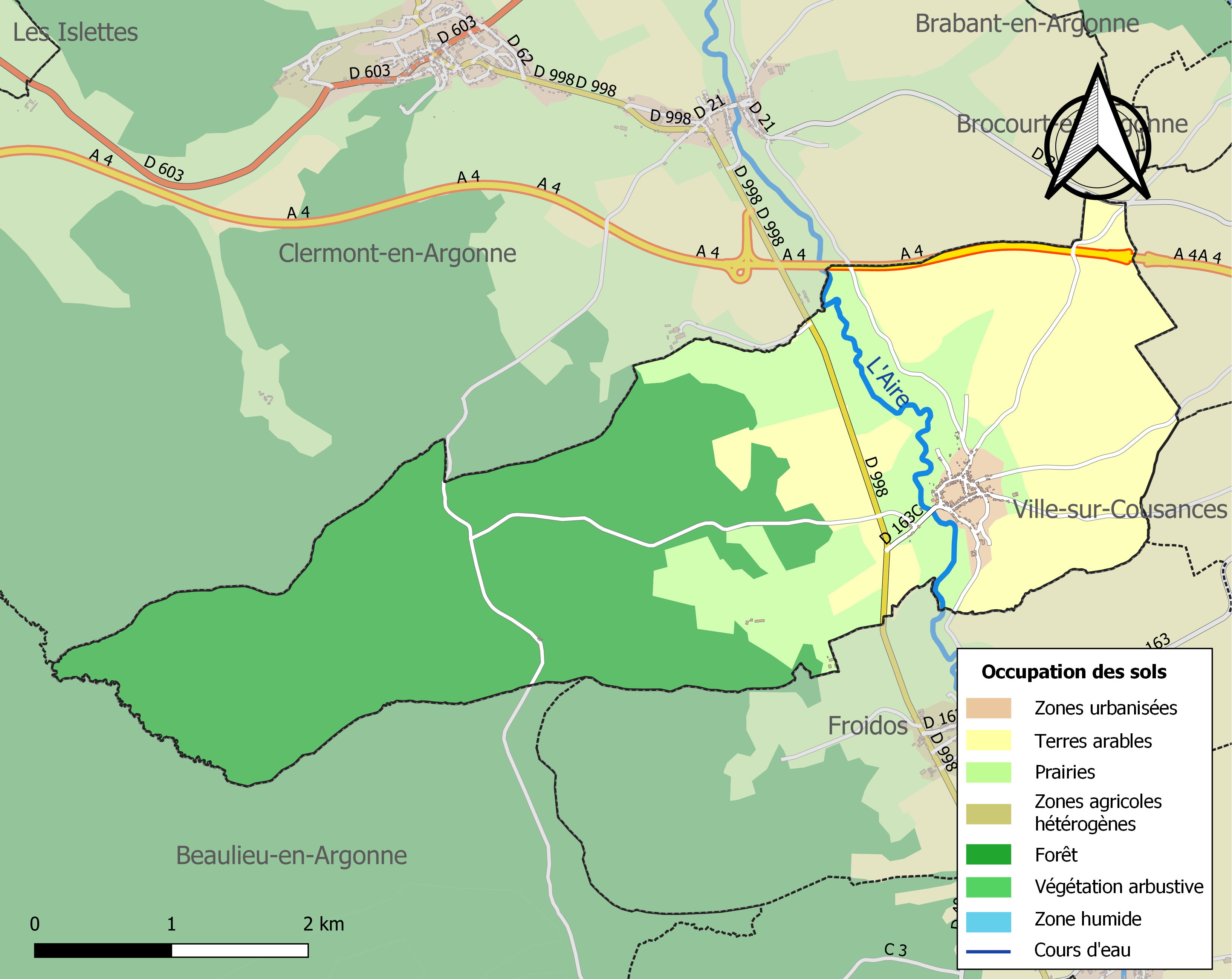
Carte des infrastructures et de l'occupation des sols de la commune en 2018 (CLC).

## Toponymie
- Rarécourt : Radherei-curtis (961), Rhasherei-cortis (962), Rureicurtis (984), Raherei-curtis (1049), Waheri-curtis (1106), Raherei-villa (1125), Rarcourt (1382), Rarrecourt (1394), Rarecourt (1501), Rarecuria (1580), Rarecour (1656), Larecour (1700), Larecourt (1707)[réf. nécessaire].

- Salvange : Solvengis (984, 1137, 1147), Salvengis (1179), Silvange (1418)[réf. nécessaire].

## Politique et administration
| Période                                  | Période      | Identité        | Étiquette | Qualité |
| ---------------------------------------- | ------------ | --------------- | --------- | ------- |
| Les données manquantes sont à compléter. |              |                 |           |         |
| mars 1989                                | mars 2008    | Claude Behaegel | DVD       |         |
| mars 2008                                | mars 2014    | Didier Louis    |           |         |
| mars 2014                                | Juillet 2020 | Jacques Fagot   |           |         |
| juillet 2020                             | En cours     | Nathalie Coyard |           |         |

## Démographie
L'évolution du nombre d'habitants est connue à travers les recensements de la population effectués dans la commune depuis 1793. Pour les communes de moins de 10 000 habitants, une enquête de recensement portant sur toute la population est réalisée tous les cinq ans, les populations de référence des années intermédiaires étant quant à elles estimées par interpolation ou extrapolation. Pour la commune, le premier recensement exhaustif entrant dans le cadre du nouveau dispositif a été réalisé en 2007.

En 2022, la commune comptait 205 habitants, en évolution de −4,65 % par rapport à 2016 (Meuse : −4,4 %, France hors Mayotte : +2,11 %).
| 1793 | 1800 | 1806 | 1821 | 1831 | 1836 | 1841 | 1846 | 1851 |
| ---- | ---- | ---- | ---- | ---- | ---- | ---- | ---- | ---- |
| 809  | 875  | 840  | 906  | 952  | 949  | 961  | 947  | 887  |

| 1856 | 1861 | 1866 | 1872 | 1876 | 1881 | 1886 | 1891 | 1896 |
| ---- | ---- | ---- | ---- | ---- | ---- | ---- | ---- | ---- |
| 838  | 838  | 798  | 708  | 761  | 806  | 841  | 722  | 687  |

| 1901 | 1906 | 1911 | 1921 | 1926 | 1931 | 1936 | 1946 | 1954 |
| ---- | ---- | ---- | ---- | ---- | ---- | ---- | ---- | ---- |
| 613  | 630  | 619  | 532  | 440  | 409  | 400  | 354  | 302  |

| 1962 | 1968 | 1975 | 1982 | 1990 | 1999 | 2006 | 2007 | 2012 |
| ---- | ---- | ---- | ---- | ---- | ---- | ---- | ---- | ---- |
| 308  | 276  | 271  | 210  | 201  | 208  | 228  | 231  | 212  |

| 2017 | 2022 | - | - | - | - | - | - | - |
| ---- | ---- | - | - | - | - | - | - | - |
| 222  | 205  | - | - | - | - | - | - | - |

## Culture locale et patrimoine

### Héraldique
Rarécourt a donné son nom à une maison de nom et d'armes qui portait : d'hermines en champ d'argent à cinq annelets de même en sautoir.

### Lieux et monuments
- Église Saint-Amand de Rarécourt : de style classique cette église date du XVIIIe siècle.
- Ferme de La Vallée : Microbrasserie et confiturerie artisanale :   ;
- Moulin à Coquins : exploitation locale (jusque 1947) de nodules de phosphate de chaux pour la fabrication d'engrais (en poudre) ;
- Musée de la Faïence, ancienne maison forte de La Vallée : consacré aux faïences régionales ;
- Le château de Rarecourt : visites jusqu'au 31 août de 10 h 30 à 12 h et de 14 h à 18 h 30. Celui-ci date du XVIIe siècle. Dans cette maison forte se trouve le Musée des faïences d'Argonne, avec 800 pièces des Islettes, Waly, Lavoye, Salvange etc.

### Personnalités liées à la commune
- La famille de Rarécourt de La Vallée de Pimodan, usuellement appelée la famille de Pimodan, est une famille française d'extraction chevaleresque, attestée en 1363, titrée duc pontifical au XIXe siècle.
- Ernest Beauguitte (1869-1935), haut-fonctionnaire et homme de lettres, y est né.